# Hertig av Buccleuch
Hertig av Buccleuch är en brittisk titel, som först gavs till James Scott, 1:e hertig av Monmouth, som var oäkta son till Karl II av England. Hans hustru, som var dotter till Francis Scott, 2:e earl av Buccleuch (av samma släkt som sir Walter Scott), fick titeln i sin egen rätt när de gifte sig. Den omfattades därför inte av indragningen av hans titlar 1685. Titeln ärvdes och utökades via gifte till familjen Montagu-Douglas-Scott, skotsk uradel. Den tredje hertigen ärvde också titeln hertig av Queensberry.

## Hertigar av Buccleuch
- Anne Scott, 1:a hertiginna av Buccleuch (1651–1732)
- Francis Scott, 2:e hertig av Buccleuch (1694-1751)
- Henry Scott, 3:e hertig av Buccleuch, 5:e hertig av Queensberry (1746-1812)
- Charles William Henry Montagu-Scott, 4:e hertig av Buccleuch, 6:e hertig av Queensberry (1772-1819)
- Walter Montagu-Douglas-Scott, 5:e hertig av Buccleuch, 7:e hertig av Queensberry (1806-1884)
- William Montagu-Douglas-Scott, 6:e hertig av Buccleuch, 8:e hertig av Queensberry (1831-1914)
- John Montagu-Douglas-Scott, 7:e hertig av Buccleuch, 9:e hertig av Queensberry (1864-1935)
- Walter Montagu-Douglas-Scott, 8:e hertig av Buccleuch, 10:e hertig av Queensberry (1894-1973)
- Walter Montagu-Douglas-Scott, 9:e hertig av Buccleuch, 11:e hertig av Queensberry (1923-2007)
- Richard Montagu-Douglas-Scott, 10:e hertig av Buccleuch, 12:e hertig av Queensberry (1954-  )